# Depresja cieplna
Depresja cieplna jest to praca wykonana przez czynnik termodynamiczny (powietrze) na pokonanie oporów ruchu w odniesieniu do jednostki ciężaru właściwego gazu.
Depresja cieplna stanowi dodatkowe źródło energii dla przepływu powietrza w kopalnianej sieci wentylacyjnej.
Wartość depresji cieplnej zależy także od pory roku. W okresie zimowym wartość wykonanej pracy przez powietrze jest większa w stosunku do okresu letniego.